# Manuel da Nobrega

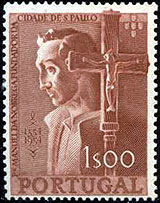
Manuel da Nobrega auf einer Briefmarke

Padre Manuel da Nobrega (* 18. Oktober 1517 im Distrikt Porto, Portugal; † 18. Oktober 1570 in Rio de Janeiro, Brasilien) war ein  bedeutender portugiesischer Theologe, Priester, Missionar und Schriftsteller. Von 1553 bis 1559 war er Ordensgeneral der Jesuiten in Brasilien. Als Mitbegründer São Paulos, Rio de Janeiros und Salvador da Bahias ist er in die Weltgeschichte eingegangen.

## Leben
Manuel da Nobrega wurde in einer kleinen Ortschaft im Norden Portugals, im heutigen Distrikt Porto, geboren. Während sein Geburtsdatum als gesichert gilt, ist es der Geburtsort nicht. Sein Vater war Baltasar da Nobrega. In Porto widmete sich Manuel da Nobrega den Studia humanitatis, danach wechselte er an die Kanonische (Theologische) Fakultät der Universität Salamanca, wo er zwischen 1534 und 1538 Kirchenrecht und Philosophie studierte, und wechselte dann an die Universität Coimbra, wo er 1541 seine Studien beendete und seinen Abschluss machte. Anschließend war er in Nordportugal, Galicien und Spanien als Missionar tätig.
Am 21. November 1544 trat er dem Jesuitenorden bei und wurde zum Priester geweiht. 1549 begleitete er eine Expedition des Generalgouverneurs Tome de Souza, die am 29. Februar 1549 in der Bucht des heutigen Salvador da Bahia landete. Souza war ein guter Freund Nobregas. In diesem Jahr legte Nobrega mit anderen den Grundstein Salvador de Bahias. 1554 gründete er in São Paulo dos Campos de Piratininga eines der ersten Jesuitenkollegs auf amerikanischem Boden. Dieses war der Ausgangspunkt zur Gründung der Stadt São Paulo, als deren Gründer Nobrega allgemein gilt. 1563 war er an der Gründung der Stadt Rio de Janeiro beteiligt. Dort gründete er ein weiteres Kolleg, dem er als Rektor vorstand. An der Seite des Gouverneurs Mem de Sá kämpfte er mit Predigten gegen die Invasion der Franzosen. Bei der Kolonialregierung setzte er sich dafür ein, den Eingeborenen den Verzehr von Menschenfleisch zu verbieten.
Nobrega war von 1553 bis 1559 der erste Ordensgeneral der Jesuiten in Brasilien und damit in Amerika. 1570 hätte er es erneut werden sollen, starb aber vor seiner Ernennung.
Er war ein Studienfreund und Missionsbruder von José de Anchieta, der einmal in einer Schrift sagte, dass Nobrega sein bester Freund und sie wie Brüder seien.

## Bedeutung
Nobrega gilt als der zweite Entdecker Brasiliens. Seine Schriften trugen unermesslich viel zum Verständnis Brasiliens als neue Kolonie Portugals bei, da er sich mit Fragen wie der Moral und dem Verhalten gegenüber den Eingeborenen, aber auch der Weißen untereinander befasste. Somit schrieb er die ersten klassischen soziologischen und anthropologischen Studien über Brasilien. Er versuchte mit einigen seiner Schriften, die Indios zu schützen und wurde einer ihrer Verteidiger und Fürsprecher. Neben António Vieira gilt er als einer der bedeutendsten Jesuiten, die jemals in Brasilien gewirkt hatten. Daneben gilt er als eine bedeutende Gestalt Portugals und Brasiliens im 16. Jahrhundert. Durch die Teilnahme an der Gründung dreier der bedeutendsten Städte Brasiliens ging er in die Weltgeschichte ein. Der britische Schriftsteller Robert Southey nannte ihn die „größte politische Figur in der kolonialen Ära Brasiliens“.

## Ehrungen
Zahlreiche posthume Ehrungen erfolgten durch den portugiesischen und brasilianischen Staat: In Lissabon und São Paulo sind Straßen nach ihm benannt, in Brasilien mehrere Schulen. Beide Länder brachten bereits Briefmarken mit dem Konterfei Nobregas zum Jubiläum der Gründung São Paulos heraus.